# Чжан Цзісянь
Чжан Цзісянь (спрощ.: 张继先; кит. трад.: 張繼先; піньїнь: Zhāng Jìxiān, 1966) — китайська лікар-пульмонолог. Відомо, що вона виявила вірус SARS-CoV-2, і була директором відділу респіраторної медицини Хубейської провінційної лікарні інтегрованої китайської та західної медицини. Вона також є членом Комуністичної партії Китаю.

## Кар'єра
У 1985 році Чжан Цзісянь вступила до медичного університету Хубея (нині медична школа Уханьського університету), який закінчила за фахом клінічна медицина в липні 1989 року, та розпочала працювати. Під час епідемії SARS у 2003 році Чжан Цзісянь, яка займалася клінічною роботою протягом 14 років, була членом експертної групи Цзянхань. Протягом цього періоду вона стала добре обізнаною щодо профілактики захворювань. У 2005 році Чжан Цзісянь стала заступником директора відділу респіраторної медицини лікарні інтегрованої китайської та західної медицини провінції Хубей. У 2009 році після відокремлення відділу респіраторної медицини та відділу гастроентерології стала директором відділу респіраторної медицини.
Під час епідемії COVID-19 26 грудня 2019 року було виявлено атипову пневмонію невідомої причини. 27 грудня про ситуацію повідомили провінційну лікарню інтегрованої китайської та західної медицини провінції Хубей. Потім лікарня повідомила про це Центр контролю та профілактики захворювань району Уханя Цзянхань. Подібний випадок був зареєстрований вдруге 28 і 29 грудня. Новий тип коронавірусу був виявлений 31 грудня у 6 пацієнтів за допомогою альвеолярного лаважу. 6 лютого 2020 року Чжан Цзісянь була відзначена бюро кадрів і соціального забезпечення Уханя, департаментом кадрів і соціального забезпечення провінції Хубей і комісією охорони здоров'я провінції Хубей. Інформаційне агентство «Сіньхуа» повідомило, що Чжан Цзісянь «є „лідером“ на передовій лікарняного лікування». У листопаді того ж року Чжан Цзісянь отримав звання Національного передового робітника.